# She Still Comes Around (chanson)
Pour l’article homonyme, voir She Still Comes Around (album).
Singles de Jerry Lee Lewis
What's Made Milwaukee Famous (Has Made a Loser Out of Me)
(1968) To Make Love Sweeter for You
(1968)
She Still Comes Around (To Love What's Left of Me) est une chanson écrite par Glenn Sutton (en).
Le single sort, aux États-Unis, en septembre 1968, sous le label Smash Records.
La chanson figure sur plusieurs albums et compilations de Jerry Lee Lewis dont, pour la première fois, l'album du même nom She Still Comes Around, sorti en 1969,.
Le titre atteint la seconde place au classement Hot Country Songs mais aussi au Canadian RPM Country Tracks.

## Source de la traduction
- (en) Cet article est partiellement ou en totalité issu de l’article de Wikipédia en anglais intitulé « She Still Comes Around (To Love What's Left of Me) » (voir la liste des auteurs).